# Zhao Benshan
Zhao Benshan (Chinois simplifié : 赵本山, pinyin : Zhào Běnshān), surnommé Běnshān Dàshū (本山大叔, Oncle Běnshān) est un comédien chinois parmi les plus populaires de la télévision et du cinéma chinois.
Il est régulièrement invité pour des représentations théâtrales dans les spectacles télévisés du nouvel an chinois
Il a tournés dans différents films et est un acteur de Er ren zhuan, une forme de spectacle du Nord-Est de la Chine.
Il interprète généralement des rôles de gens simples, peu débrouillards et un peu maladroits. 

## Pièces

### Durant les spectacles de la soirée du nouvel an chinois
- 1990《相亲》
- 1991《小九老乐》
- 1992《我想有个家》
- 1993 《老拜年》
- 1995《牛大叔提干》
- 1996《三鞭子》
- 1997《红高粱模特队》
- 1998《拜年》
- 1999《昨天今天明天》（《白云黑土》系列之一）
- 2000《钟点工》
- 2001《卖拐》（《卖拐》系列之一）
- 2002《卖车》（《卖拐》系列之二）
- 2003《心病》
- 2004《送水工》
- 2005《功夫》（又称《卖担架》，《卖拐》系列之三）
- 2006《说事儿》（《白云黑土》系列之二）
- 2007《策划》（《白云黑土》系列之三）
- 2008《火炬手》（《白云黑土》系列之四）
- 2009《不差钱》
- 2010《捐助》
- 2011《同桌的你》
- 2012 (由于身体不适未参加当年央视春节晚会，只参加辽宁卫视春晚)

## Feuilletons
- 1991 《家有仙妻》
- 1998 《家有仙妻2》
- 1996 《夜深人不静》
- 2001 《家和万事兴之善意的谎言》
- 1992 《一村之长》 饰村长
- 2001 《刘老根I》 饰刘老根
- 2002 《刘老根II》 饰刘老根
- 2003 《马大帅I》 饰马大帅
- 2004 《马大帅II》 饰马大帅
- 2005 《马大帅III》饰马大帅
- 2005 《乡村爱情》 饰王大拿（客串）
- 2008 《乡村爱情II》饰王大拿（客串）
- 2009 《关东大先生》饰警察长
- 2010 《乡村爱情III》饰王大拿（客串）
- 2012 《樱桃》饰 李老歪

## Cinéma
- 1987《笨人王老大》
- 1987《解放》
- 1990《来的都是客》
- 1990《现世活宝》
- 1997 : Keep Cool (《有话好好说》) de Zhang Yimou
- 1998《男妇女主任》
- 1999《荆轲刺秦王》
- 2000 Happy Times (《幸福时光》)
- 2004《春喜合家欢》
- 2004《讨个媳妇过新年》
- 2006《落叶归根》
- 2007《恭贺新禧》
- 2007《龙过鼠年》
- 2010 The Grandmasters (《一代宗师》)
- 2010《大笑江湖》
- 2011《建黨偉業》
- 2011 The Founding of a Party (《建党伟业》/ traditionnel :《建黨偉業》)